# Maguelonne Lefebvre-Glaize
Maguelonne Lefebvre-Glaize, née le 4 novembre 1839 à Montpellier et morte le 10 février 1919 à Paris, est une peintre française.

## Biographie
Berthe Maguelonne Glaize est la fille du peintre Auguste-Barthélemy Glaize et de Rose Esther Rémond. Son frère Pierre-Paul-Léon Glaize sera peintre également.
Élève de Ferdinand Humbert, elle expose au Salon à partir de 1896.
En 1864, elle épouse Alphonse Armand Polidor Lefebvre, négociant.
En 1905, elle fonde un prix éponyme de 1080 francs qui sera décerné chaque année, avant le vote des récompenses au Salon des artistes français, par le comité de peinture pour un tableau de figure à un artiste français homme ou femme n'ayant pas encore obtenu de récompense au Salon.
Elle meurt à l'âge de 79 ans à son domicile de l'avenue de l'Observatoire.

## Prix Maguelonne-Lefebvre-Glaize
Liste non exhaustive :
- 1905 : Jacques Patissou
- 1906 : Loÿs Prat
- 1907 : Robert Sallès
- 1908 : Antonin Silvestre (d)
- 1909 : Clovis Cazes
- 1910 : Marius de Buzon
- 1911 : Suzanne Labatut (d)
- 1912 : Marcel F. J. Rousseaux Virlogeux
- 1913 : Henry Sené
- 1914 : Paul Pierre Prévôt
- 1915 à 1919 : -
- 1920 : Lucien Lantier
- 1920 : Paul Marie Vigoureux
- 1921 : Jean Julien
- 1921 : Clotilde Prégniard (d)
- 1922 : Maurice Bouviolle
- 1922 : Suzanne-Raphaële Lagneau
- 1923 : Augusta de Bourgade
- 1924 : Henri Charpentier (d)
- 1925 : Jean Aristide Rudel (d)
- 1926 : Robert Raoul André Guinard
- 1927 : Marie L M Rivière
- 1928 : Adrien Thevenot (d)
- 1929 : Robert-André Bouroult
- 1930 : Marthe Flandrin
- 1931 : Chantal de Chauvigny
- 1932 : Gabriel Largeteau (d)
- 1933 : Adolphe-Félix Broët (d)
- 1934 : Jacques Jean Colpin
- 1935 : Jean Even
- 1936 : François Fauck
- 1937 : Gustave Hencorlin
- 1938 : Claude Voillaume
- 1939 : Germaine Gloria (d)
- 1940 : -
- 1941 : Yvonne Mariotte (d)
- 1942 : Jacqueline Beaufils
- 1943 : Louis Georges Vallee
- 1944 : Lucien Raveau
- 1945 : Éliane Beaupuy-Manciet